# Стружина (Нижньосілезьке воєводство)
Стружина (пол. Strużyna) — село в Польщі, у гміні Пшеворно Стшелінського повіту Нижньосілезького воєводства.
Населення — 270 осіб (2011).
У 1975-1998 роках село належало до Валбжиського воєводства.

## Демографія
Демографічна структура станом на 31 березня 2011 року:
|          | Загалом | Допрацездатний вік | Працездатний вік | Постпрацездатний вік |
| -------- | ------- | ------------------ | ---------------- | -------------------- |
| Чоловіки | 146     | 32                 | 96               | 18                   |
| Жінки    | 124     | 28                 | 66               | 30                   |
| Разом    | 270     | 60                 | 162              | 48                   |